# Ludacris Presents: Disturbing Tha Peace
Ludacris Presents: Disturbing Tha Peace es el segundo álbum de la productora Disturbing Tha Peace. En él colaboran los artistas de DTP más otros de diferentes productoras. El disco fue declarado oro, acabando en el puesto 11 en las listas. Es el álbum más exitoso de DTP hasta el momento. Los sencillos fueron Georgia con Ludacris, Field Mob & Jamie Foxx, el cual usaba el comienzo de la canción de Ray Charles Georgia On My Mind. El segundo sencillo fue Gettin' Some con Shawnna.

## Canciones
| #  | Título                           | Artista/s                                                             | Duración |
| -- | -------------------------------- | --------------------------------------------------------------------- | -------- |
| 1  | "Intro"                          | Ludacris                                                              | 0:26     |
| 2  | "Georgia"                        | Ludacris, Field Mob, Jamie Foxx                                       | 4:21     |
| 3  | "Put Ya Hands Up"                | Norfclk                                                               | 5:18     |
| 4  | "Word on the Street (Skit)"      | Mz. Shyneka of WHTA-FM                                                | 0:37     |
| 5  | "Gettin' Some"                   | Shawnna                                                               | 3:23     |
| 6  | "Come See Me"                    | Smoke (of Field Mob), Stat Quo                                        | 3:44     |
| 7  | "Break a Nigga Off"              | Lil Fate, Gangsta Boo, Rich Boy                                       | 3:41     |
| 8  | "Skit"                           | Ludacris                                                              | 0:08     |
| 9  | "I'll Be Around"                 | Shareefa                                                              | 3:54     |
| 10 | "Sweet Revenge"                  | Ludacris                                                              | 5:06     |
| 11 | "DTP for Life"                   | Ludacris, I-20, Lil Fate                                              | 4:37     |
| 12 | "Two Miles an Hour (Remix)"      | Ludacris, Playaz Circle                                               | 4:23     |
| 13 | "Table Dance"                    | Bobby Valentino, Smoke of Field Mob & Lil Fate                        | 3:56     |
| 14 | "That's My Shit"                 | Ludacris, Field Mob, Playaz Circle & Perfect Harmany of Norfclk       | 4:53     |
| 15 | "You Ain't Got Enough"           | I-20, Playaz Circle                                                   | 4:33     |
| 16 | "Family Affair"                  | Ludacris, Shareefa, Lil Fate, Playaz Circle, Norfclk, Field Mob, I-20 | 7:03     |
| 17 | "Blood in the Air" (bonus track) | Lazyeye, Shawn J, Small World                                         | 2:59     |

- Datos: Q4043245